# Ізвир
Ізвир (словен. Izvir, букв. — «Джерело») — поселення в общині Брежиці, Споднєпосавський регіон, Словенія. Висота над рівнем моря: 289,6 м.